# Asparagus aphyllus
Asparagus aphyllus — вид квіткових рослин родини холодкові (Asparagaceae). лат. aphyllus — «без листя».

## Опис
Це багаторічна рослина із стеблами до 100 см завдовжки, розгалуженими, деревними. Має гладкі, зелені гілки. Філокладії 5–20(30) × (0.5)0,7–1,5(2) мм, нерівні. Ягоди (5)7–8 мм, чорні, з 1–3 насінням. Цвіте з липня по листопад.

## Поширення
Північна Африка: Єгипет; Лівія; Марокко. Західна Азія: Ізраїль; Йорданія; Ліван; Сирія; Туреччина. Південна Європа: Греція; Італія; Португалія; Гібралтар; Іспанія. Населяє переважно кислі ґрунти.

## Галерея

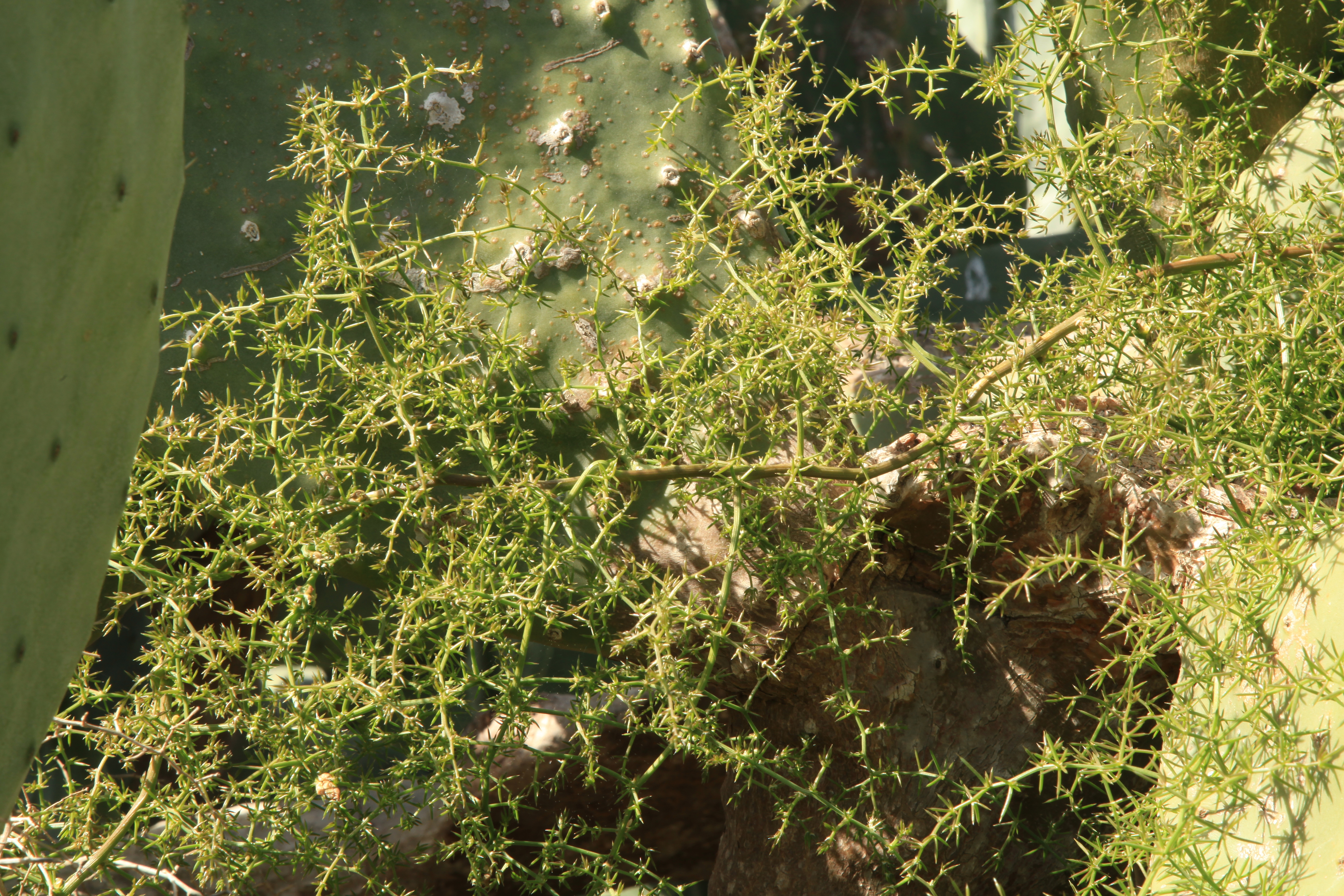
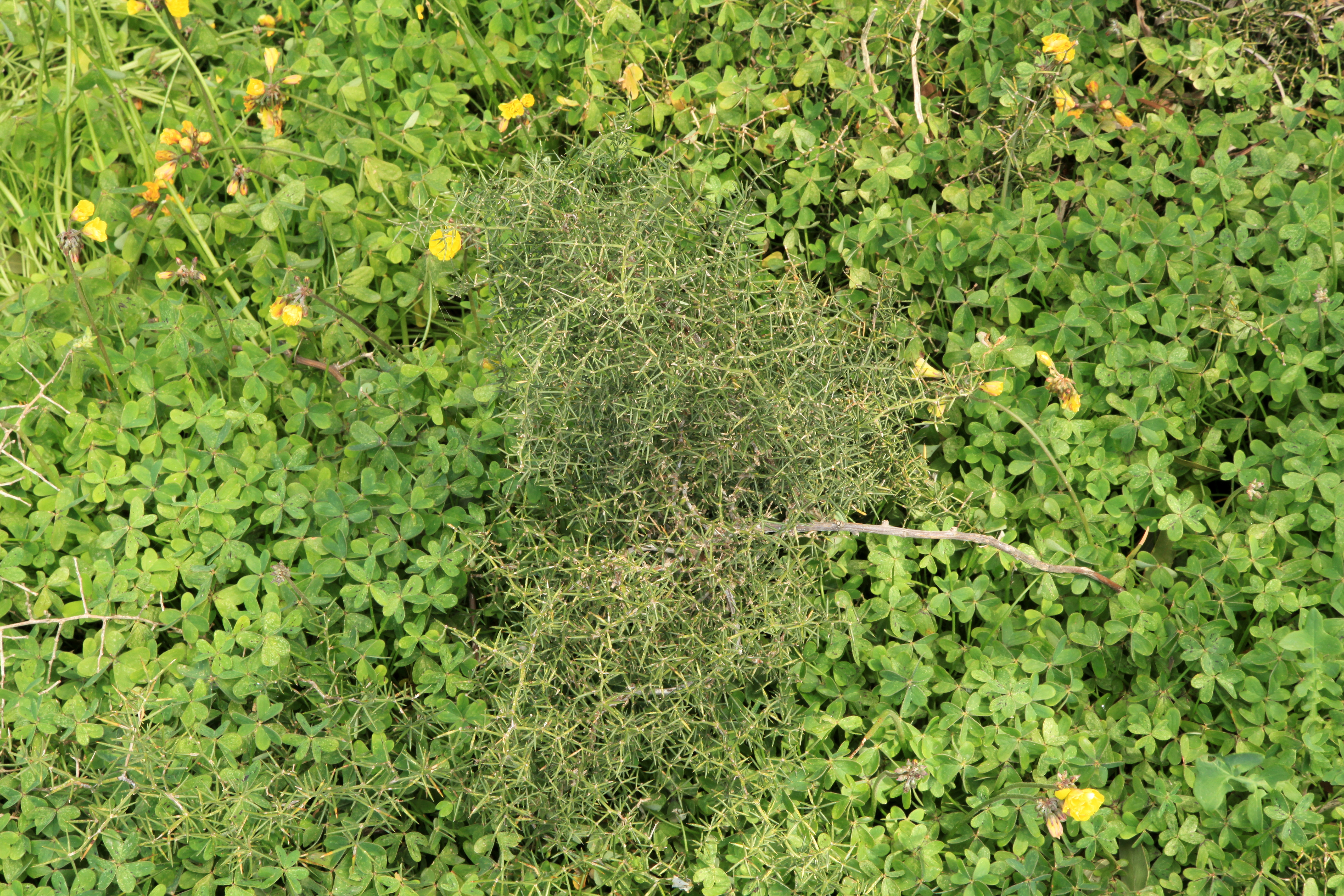